# 第11師団 (日本軍)
第11師団（だいじゅういちしだん）は、大日本帝国陸軍の師団の一つ。

## 概要
日清戦争後に、新設された6個師団の一つ。徴兵区は第11師管(1896 - 1940)・善通寺師管(1940 - 45)・善通寺師管区 (1945)で、時期により出入りがあるが、おおよそ四国四県（香川県・徳島県・愛媛県・高知県）にあたる。

## 日露戦争
日露戦争に乃木希典大将率いる第3軍に編入され旅順攻略戦に当たる。続いて川村景明大将の鴨緑江軍に組入れられ奉天会戦に参加する。1909年（明治42年）から2年間満洲に駐屯する。1911年（明治44年）5月7日、師団司令部は香川県善通寺町（現：善通寺市）に移転し、翌日8日から事務を開始し同司令部留守部を廃止した。
日露戦争後、1920年（大正9年）8月シベリア出兵、第14師団と交代して浦塩に駐屯した。1921年（大正10年）6月、復員した。

## 日中戦争
1932年（昭和7年）1月、第一次上海事変勃発に伴う上海派遣軍編制に動員され中華民国江蘇省上海市の共同租界防衛に出動。軍事的に勝利を収め帰還する。
翌1933年（昭和8年）には福井県、石川県下で行われた特別大演習に南軍として参加した。日中戦争では再び上海に投入された。1938年（昭和13年）9月、満洲に派遣され、以後満洲に駐屯した。1939年（昭和14年）10月、隷下の歩兵第22連隊（松山）が新設の第24師団に編入され、三単位制師団となった。

## 大東亜戦争
大東亜戦争（太平洋戦争・第二次世界大戦）開戦後には、第5軍の指揮下満洲帝國吉林省密山市（現・中華人民共和国黒竜江省）に駐屯していた。満洲国内にて対ソ戦の訓練や抗日パルチザン掃討等の治安維持活動に従事した。
1944年（昭和19年）2月、歩兵第12連隊と第43連隊、山砲兵第11連隊の各第3大隊が、第1師団の一部と共に第6派遣隊として抽出され、グアム島に送られた。この第6派遣隊は同年6月に独立混成第10連隊（通称号：備17584部隊）に改編され、グアムの戦いで玉砕した。
1945年（昭和20年）4月、師団主力は本土防衛の為根拠地の善通寺に帰還。第55軍隷下で沿岸配備師団の第155師団と共に土佐湾に面した高知県香美郡の守りに就くことになり、同地で終戦を迎えた。

## 跡地
本師団が根拠地とした香川県仲多度郡善通寺町（現：善通寺市）の善通寺駐屯地は、戦後も警察予備隊→保安隊→陸上自衛隊の駐屯地として使われ、四国地方における最大の防衛拠点となっている。

また、一部が日本キリスト改革派教会を母体に設立された財団法人四国基督教学園（現・学校法人四国学院）に払い下げられ、四国学院大学のキャンパスとして使用されている。

## 歴代師団長
- 乃木希典 中将：1898年（明治31年）10月1日 -
- 沖原光孚 中将：1901年（明治34年）5月22日 -
- 土屋光春 中将：1902年（明治35年）5月5日 -
- 鮫島重雄 中将：1904年（明治37年）12月1日 - 1906年（明治39年）7月6日
- 土屋光春 中将：1906年（明治39年）7月6日 - 1908年（明治41年）12月21日
- 伊地知幸介 中将：1908年（明治41年）12月21日 - 1910年（明治43年）11月30日
- 依田広太郎 中将：1910年（明治43年）11月30日 - 1914年（大正3年）8月8日
- 蠣崎富三郎 中将：1914年（大正3年）8月8日 - 1917年（大正6年）8月6日
- 町田経宇 中将：1917年（大正6年）8月6日 -
- 斎藤季治郎 中将：1919年（大正8年）4月12日 - 1921年（大正10年）2月26日
- 白川義則 中将：1921年（大正10年）3月11日 - 1922年（大正11年）8月15日
- 向西兵庫 中将：1922年（大正11年）8月15日 -
- 小泉六一 中将：1926年（大正15年）3月2日 -
- 松井石根 中将：1929年（昭和4年）8月1日 -　後に上海派遣軍司令官。
- 厚東篤太郎 中将：1931年（昭和6年）8月6日 -
- 原田敬一 中将：1933年（昭和8年）3月18日 -
- 古荘幹郎 中将：1934年（昭和9年）8月1日 -
- 田代皖一郎 中将：1935年（昭和10年）9月21日 -
- 多田駿 中将：1936年（昭和11年）5月1日 -
- 山室宗武 中将：1937年（昭和12年）8月14日 -
- 渡久雄 中将：1938年（昭和13年）7月15日 - 1939年（昭和14年）1月2日死去
- 内藤正一 中将：1939年（昭和14年）1月7日 - 11月28日
- 牛島満 中将：1939年（昭和14年）12月1日 - 1941年（昭和16年）10月14日 後に沖縄戦現地最高司令官。
- 鷹森孝 中将：1941年（昭和16年）10月15日 -
- 大野広一 中将：1945年（昭和20年）4月7日 -

## 歴代参謀長
- 山口圭蔵 歩兵大佐：1898年（明治31年）10月1日 - 1902年5月5日
- 石田正珍 歩兵大佐：1902年（明治35年）5月5日 - 1904年9月[3]
- 斎藤力三郎 歩兵中佐：1904年（明治37年）9月23日 - 1907年12月8日
- 河村秀一 騎兵大佐：1907年（明治40年）12月8日 - 1911年6月15日[4]
- 白川義則 歩兵大佐：1911年（明治44年）6月15日 - 1913年9月30日[5]
- 樋口喜吉 歩兵大佐：1913年（大正2年）9月30日 - 1915年3月27日[6]
- 小川賢之助 歩兵大佐：1915年（大正4年）3月27日[7] - 1917年9月22日[8]
- 村井多吉郎 歩兵大佐：1917年（大正6年）9月22日 - 1918年7月24日[9]
- 上原平太郎 歩兵大佐：1918年（大正7年）7月24日 - 1920年2月21日[10]
- 三輪秀一 歩兵大佐：1920年（大正9年）2月21日 - 1921年7月26日戦死[11]
- 浅田良逸 歩兵大佐：1921年（大正10年）8月8月 - 1924年2月4日[12]
- 弘中暁 工兵大佐：1924年（大正13年）2月[13]4日[14] - 1926年3月2月[14]
- 中谷勘作 歩兵大佐：1926年（大正15年）3月2月 - 1928年8月10日[15]
- 郷竹三 砲兵大佐：1928年（昭和3年）8月10日 - 1930年8月1日[16]
- 牛島実常 工兵大佐：1930年（昭和5年）8月1日[17] - 1931年8月1日[18]
- 三宅俊雄 歩兵大佐：1931年（昭和6年）8月1日 - 1934年3月5日[19]
- 重藤千秋 歩兵大佐：1934年（昭和9年）3月5日 - 1935年3月15日[20]
- 片山理一郎 歩兵大佐：1935年（昭和10年）3月15日[21] - 1936年8月1日[22]
- 片村四八 歩兵大佐：1936年（昭和11年）8月1日 - 1938年7月15日[23]
- 田上八郎 歩兵大佐：1938年（昭和13年）7月15日 - 1940年3月9日[24]
- 梅津広吉 砲兵中佐：1940年（昭和15年）3月9日 - 1941年4月10日[25]
- 岡田元治 大佐：1941年（昭和16年）4月10日 - 1944年11月22日[26]
- 西原征夫 大佐：1944年（昭和19年）11月22日 - 1945年5月24日[27]
- 横田洋 大佐：1945年（昭和20年）5月24日 - 終戦[28]

## 最終所属部隊
- 歩兵第12連隊（丸亀）：原田喜代蔵大佐
- 歩兵第43連隊（徳島）：多田金治大佐
- 歩兵第44連隊（高知）：坂本俊馬大佐
- 騎兵第11連隊：長谷川詮治中佐
- 山砲兵第11連隊：小幡実大佐
- 工兵第11連隊：岩本清大佐
- 輜重兵第11連隊：中島秀次大佐
- 第11師団通信隊：三宅悌吉大尉
- 第11師団制毒隊：稲垣庄平大尉
- 第11師団野戦病院：高橋三郎軍医少佐
- 第11師団防疫給水部：伊藤正彦軍医少佐
- 第11師団病馬廠：佃正光大尉